# Астерикс и Обеликс: Поднебесная
«Астери́кс и Обели́кс: Поднебе́сная» (фр. Astérix et Obélix: L'Empire du Milieu) — французский комедийный фильм Гийома Кане, пятая экранизация комиксов о приключениях галлов Астерикса и Обеликса. Это первая картина о персонажах, не основанная на конкретном комиксе, а также первый фильм в серии, в котором роль Обеликса исполняет не Жерар Депардьё. На этот раз сюжет повествует о приключениях Астерикса и Обеликса в Китае.
В ролях Астерикса и Обеликса — Гийом Кане и Жиль Лелуш, соответственно. Также в фильме играют Марион Котийяр, Венсан Кассель и Пьер Ришар.
Мировая премьера состоялась 1 февраля 2023 года. Съёмки фильма были запланированы на ноябрь 2020 года, но из-за пандемии коронавируса они начались в апреле 2021 года.

## Сюжет
50 год до нашей эры. Галлия полностью оккупирована Римом, за исключением одной маленькой рыбацкой деревушки. Римским легионерам приходится нелегко в этой галльской деревне, ее окружают четыре римских лагеря, но никак не могут завоевать. Астерикс беспокоится о долгосрочных последствиях чрезмерного употребления волшебного зелья для здоровья. Но он знает, что галлы не смогут сражаться с римлянами без него.
В деревне живут Негигиеникс - торговец рыбой, Консерваторикс - парень, который не умеет петь, Абранакурсикс - деревенский староста, Панорамикс - друид, девица Фальбала и другие.
Обеликс влюблен в Фальбалу. Китайская принцесса Фу И отправляется в Галлию с Грейндемейсом, водителем кареты, и ее телохранителем женщиной-воином Тат Хан. Астерикс влюбляется в Фу И.
Фу И говорит, что ее мать, императрица Китая, изо всех сил пыталась сохранить контроль над государством после смерти императора. Принцы жаждут трона и представляют угрозу для жизни Фу И. Принц Дэн Цинь Цинь бросает вызов императрице и вводит новый налог на свою часть королевства. Ли Ци Ци - главный советник Дэна. Он хочет жениться на Фу И, но та смеется над этим предложением.
Императрица чувствует опасность для жизни Фу И и обращается за помощью к Эпидемису, который является западным торговцем в Китае и утверждает, что он из Галлии. Грейндемейс - племянник Эпидемиса. Когда Дэн атакует, императрица просит Эпидемиса увезти Фу И в Галлию, подальше от Китая. Он поручает Грейндемейсу выполнить задание. Императрица отказывается покидать свою страну и попадает в плен к Дэну вместе с Эпидемису.
Абранакурсикс отказывается помогать, поскольку Китай слишком далеко, и он находит историю Фу И невероятной. Астерикс предлагает отправиться с Фу И, чтобы помочь ей и ее матери, и Обеликс решает сопровождать его.
Тем временем Юлий Цезарь находится в Риме с Клеопатрой. Ли Ци Ци достигает двора Цезаря и предлагает богатства Китая в обмен на военную помощь. Клеопатра упрекает Цезаря в том, что за пределами Рима его никто не знает. Цезарь в ярости и решает отправиться в Китай и сделать себе там имя. Он ведет свои боевые когорты в Китай, чтобы защитить Дэн Цинь Циня. Цезарь и его армия застревают на великом шелковом пути. 
Тем временем Астерикс, Обеликс, Тат Хан, Фу И и Грейндемейс отправляются в Северную Африку, переплывая на веслах Средиземное море. Грейндемейс говорит Астериксу, что любит Фу И и собирается жениться на ней. Между ними возникает соперничество за расположение принцессы. Банда путешествует через египетскую пустыню, чтобы добраться до древнего города Клисма (англ. Clysma), или современного Суэца. В городе они нанимают мореплавателя по имени Титаникс, который доставит их в Китай. Фу И сама видит магию зелья, когда Астерикс и Обеликс сражаются с несколькими головорезами в таверне Суэца.
В море корабль с принцессой и ее друзьями натыкается на лодку пиратки Асиметрикс. На этот раз Тат Хан просит Астерикса отступить и позволить ей сражаться. Тат Хан в одиночку побеждает пиратов и топит их лодку и Обеликс влюбляется в нее. Тем временем армия Цезаря прокладывает себе путь через Персию, индийские горы и Монголию, чтобы достичь границ Китая. Цезарь встречается с Дэном и разрабатывает стратегию завоевания Китая.
Цезарь использует своего могучего воина Кая Антивируса, чтобы атаковать и подчинить королевства, противостоящие Дэну. 4 королевства побеждены, и последним устоял клан Ку Ку. Фу И и ее окружение добираются до Китая. Астерикс говорит Обеликсу, что после приключения он и Фу И останутся вместе в деревне, и он хочет, чтобы Обеликс съехал из хижины, поскольку она принадлежит отцу Астерикса, а следовательно, и ему самому. Обеликс отвечает, что он рад переехать, так как любит Тат Хан. Астерикс смеется над этим предложением, и они начинают ссориться. Объявлено, что Дэн и Цезарь обезглавят императрицу через 7 дней.
Фу И и ее друзья останавливаются в резиденции мастера Тат Хан, Бан Хана. Бан говорит, что императрицу держат в плену в заброшенном храме Сюань. Также он говорит, что после спасения императрицы группа должна отправиться в королевство Ку Ку, прежде чем Цезарь сможет победить его. Наследный принц Ду Дэн, по слухам, настолько уродлив, что скрывает свое лицо бамбуковой маской.
Тат Хан спасает императрицу, а свита сбегает. Эпидемис решает остаться в стороне и вступить в переговоры со своими похитителями о своей жизни. Фу И отправляется с Астериксом и Обеликсом заручиться поддержкой Ку Ку, в то время как императрица и Тат Хан уходят, чтобы собрать своих сторонников и создать свою армию. Благодаря сверхчеловеческой скорости Обеликса троица опережает легионы Цезаря и добирается до дворца Ку Ку. Принц Ду Дэн отнюдь не отвратителен, он красив и великолепен, у него светлые волосы. Фу И влюбляется в него.
У Фу И и Ду Дэна армия в 10 000 человек против 80 000 солдат Цезаря. Астерикс делится своим зельем с Фу И и Ду Дэном. Но в разгар битвы флягу Астерикса пронзает стрела, и у него заканчивается зелье. Обеликс защищает Астерикса от любых нападений римлян. Несмотря на все их усилия, Фу И попадает в плен к римлянам. И тут императрица выходит на поле боя со своей огромной армией. Весь Китай пришел защищать свою землю. Римляне сдались на месте и Цезарь вынужден отступить.
Императрица отправляется в Галлию, чтобы поблагодарить ее жителей. Ду Дэн женится на Фу И. Обеликс избавляется от Фальбалы ради Тат Хан. Они вместе устраивают отличную вечеринку. Но Тат Хан возвращается в Китай с императрицей и Фу И.

## В ролях
- Гийом Кане — Астерикс
- Жиль Лелуш — Обеликс
- Марион Котийяр — Клеопатра
- Венсан Кассель — Юлий Цезарь
- Пьер Ришар — Панорамикс
- Джули Чен (фр. Julie Chen (actrice)) — принцесса Фу И
- Фам Линь Дан — императрица
- Леанна Чеа (англ. Leanna Chea) — Тат Хан
- Анжель — Фальбала
- Хосе Гарсия — Байопикс
- Филипп Катрин (фр. Philippe Katerine) — Консерваторикс
- Жером Коммандёр (фр. Jérôme Commandeur) — Абранакурсикс
- Одри Лами (фр. Audrey Lamy) — Боньминь, жена Абранакурсикса
- Жонатан Коэн — Грейндемейс
- Лора Фелпин (фр. Laura Felpin) — Кариока
- Венсан Дезанья (фр. Vincent Desagnat) — Перфидус
- Маню Пайе — Ли Ци Ци
- Бан Хэй Мин (фр. Bun Hay Mean) — Дэн Цинь Цинь
- Златан Ибрагимович — легионер Антивирус
- Франк Гастамбид — Рыжая борода
- Рамзи Бедиа — Эпидемис
- Матьё Шедид — Ремикс
- Томас Ван Ден Берг (фр. Thomas VDB) — Синус
- Дэвид Коскас (фр. Mcfly et Carlito) — Радиус
- Исса Думбия (фр. Issa Doumbia) — пират Баба «Зоркий глаз»
- Бигфло и Оли — Абделмаликс и Туфикс
- Орельсан — Титаникс

## Создание фильма

### Идея
В 2016 году, после смешанных результатов на критическом и коммерческом уровне двух предыдущих фильмов «Астерикс на Олимпийских играх» и «Астерикс и Обеликс в Британии», было объявлено о перезапуске серии. В январе 2017 года, согласно VSD, режиссёр и продюсер Фабьен Онтеньенте объявил о том, что следующий фильм будет основан на комиксе «Астерикс на Корсике». Однако в ноябре стало известно, что новый художественный фильм не будет основан на комиксах, а действие будет перенесено в Китай. Ожидалось, что съёмки фильма начнутся в конце 2020 года.
В конце октября 2019 Гийом Кане объявляет в своём аккаунте в Instagram, что он станет режиссёром нового фильма и исполнит роль Астерикса. В начале ноября сценарий к фильму был написан. В это же время Кане и продюсер Ален Атталь приняли участие в открытии Шанхайского Центра Помпиду, чтобы «встретиться с актёрами и актрисами, китайскими партнёрами».

### Кастинг
В октябре 2019 года Гийом Кане сообщил, что он сыграет в комедии роль Астерикса. Роль Обеликса же получил Жиль Лелуш.
В январе 2020 года было объявлено, что Марион Котийяр, Венсан Кассель, Жонатан Коэн и Венсан Дезанья присоединились к актёрскому составу фильма, причём Котийяр исполнит роль Клеопатры, а Кассель — Юлия Цезаря.
8 апреля 2021 года стал известен полный актёрский состав фильма: к нему присоединились в том числе Пьер Ришар как Панорамикс, Жером Коммандёр как Абранакурсикс, а также шведский футболист Златан Ибрагимович, который исполнил роль Антивируса.